# Antônio Brasileiro Borges
Antônio Brasileiro Borges conhecido como Antônio Brasileiro (Ruy Barbosa, 1944) é um poeta, cordelista, professor, ficcionista, ensaísta e artista plástico.

## Biografia
Antônio Brasileiro Borges, conhecido como Antônio Brasileiro, cursou o primário na cidade natal. Mudou-se para Salvador aos dez anos, onde continua os estudos. Em 1960, entra para a Universidade estuda Ciências Sociais e faz parte dos seminários de música, começa a pintar, e publica seus primeiros livros, assim criando as Edições Cordel (Revista Serial e Cordel), reside por alguns tempos no Rio de Janeiro e em Belo Horizonte (1966/1967), e tem poemas publicados na Revista Civilização Brasileira.
Em 1971, passa a morar em Feira de Santana, onde deu continuidade ao movimento idealizado com as Edições Cordel, cria e coordena a Revista Hera, de poesia, fazendo assim dezenas de publicações. Em 1980, sai pela Editora Civilização Brasileira, seu primeiro livro de poesia em edição nacional. Conclui o mestrado em Letras, pela Universidade Federal da Bahia (UFBA), em 1982.
Em 1993, ingressa como professor, na Universidade Estadual de Feira de Santana, tem concluido o doutorado em Literatura Comparada, na Universidade Federal de Minas Gerais (UFMG), em 1999.
Como pintor faz parte da chamada Geração de 70 de artistas plásticos da Bahia, com quase uma centena de exposições coletivas e individuais.
Foi eleito em 8 de julho de 2009 para a Academia de Letras da Bahia, tomando posse em 10 de julho de 2010, no Salão nobre da atual sede, sendo saudado pelo Ruy Espinheira Filho.

## Livros
- Coronte (romance), 1995;
- Antologia Poética, 1996;
- A Estética da Sinceridade, (ensaios), 2000;
- Da Inutilidade da Poesia (ensaios), 2002, 2° Edição em 2011;
- Poemas Reunidos, 2015;
- Dedal de Areia (poesias), 2006;
- Desta Varanda (poesias), 2011;
- Memórias Miraculosas de Nestor Quatorze Voltas (novelas e contos), 2013.